# 1928년 동계 올림픽 네덜란드 선수단
1928년 동계 올림픽 네덜란드 선수단은 스위스 장크트모리츠에서 개최된 1928년 동계 올림픽에 참가한 올림픽 네덜란드 선수단이다. 총 7명이 2개의 종목에 참가하였으며, 메달 획득에는 실패하였다.

### 봅슬레이
| 선수                                                                                                   | 세부 종목  | 1차 시기 | 1차 시기 | 2차 시기 | 2차 시기 | 합계   | 합계 |
| 선수                                                                                                   | 세부 종목  | 기록     | 순위     | 기록     | 순위     | 기록   | 순위 |
| 헨리 루이스 데킹 자크 파울 델프레트 휴버트 멘턴 퀴르트 판 데 산드트 에드윈 루이스 테이세이라 데 메토스 | 남자 5인승 | 1:43.5   | 11       | 1:45.5   | 14       | 3:29.0 | 12   |

## 스피드 스케이팅

### 남자
| 선수        | 종목  | 경주   | 경주 |
| 선수        | 종목  | 기록   | 순위 |
| ----------- | ----- | ------ | ---- |
| 시엠 헤이던 | 500m  | 49.9   | 27   |
| 시엠 헤이던 | 1500m | 2:33.1 | 18   |
| 시엠 헤이던 | 5000m | 9:10.0 | 11   |
| 윔 코스     | 500m  | 56.2   | 33   |
| 윔 코스     | 1500m | 2:49.9 | 29   |
| 윔 코스     | 5000m | 9:34.2 | 19   |